# Château-Landon
Château-Landon település Franciaországban, Seine-et-Marne megyében. Lakosainak száma 3150 fő (2022. január 1.). Château-Landon Souppes-sur-Loing, Courtempierre, Dordives, Nargis, Préfontaines, Sceaux-du-Gâtinais, Bougligny, Chenou és Mondreville községekkel határos.

## Népesség
A település népességének változása:
| Lakosok száma | 3198 | 3040 | 3019 | 2952 | 2945 | 2947 | 3020 | 3085 | 3150 |
|               | 2013 | 2015 | 2016 | 2017 | 2018 | 2019 | 2020 | 2021 | 2022 |